# 717
717 (DCCXVII) fue un año común comenzado en viernes del calendario juliano, en vigor en aquella fecha.

## Acontecimientos
- León III, emperador bizantino, accede al trono bizantino.

## Nacimientos
- Elipando, obispo de Toledo.

## Fallecimientos
- Suleimán I, califa Omeya.